# Conrad Selvig

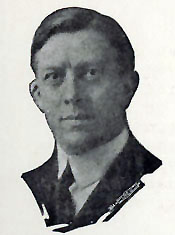
Conrad Selvig

Conrad George Selvig (* 11. Oktober 1877 in Rushford, Fillmore County, Minnesota; † 2. August 1953 in Santa Monica, Kalifornien) war ein US-amerikanischer Politiker. Zwischen 1927 und 1933 vertrat er den Bundesstaat Minnesota im US-Repräsentantenhaus.

## Werdegang
Conrad Selvig besuchte die öffentlichen Schulen seiner Heimat einschließlich der Rushford High School, die er im Jahr 1895 verließ. Während des Spanisch-Amerikanischen Krieges von 1898 war Selvig Soldat in einer aus Freiwilligen bestehenden Infanterieeinheit aus Minnesota. Nach dem Krieg begann er eine lange Laufbahn im Schuldienst. Zunächst unterrichtete er in seiner ländlichen Heimat an kleinen Dorfschulen. Danach war er von 1901 bis 1910 Schulrat in den Gemeinden Harmony und  Glencoe. Zwischenzeitlich setzte er seine Ausbildung bis 1907 an der University of Minnesota in Minneapolis fort. Im Jahr 1910 wurde Selvig zum Leiter der landwirtschaftlichen Fakultät der University of Minnesota mit Sitz in Crookston ernannt. Außerdem war er Präsident verschiedener Organisationen, die sich mit den Problemen der Farmer und der Weiterentwicklung der Landwirtschaft befassten.
Politisch war Selvig Mitglied der Republikanischen Partei, deren regionalen Parteitag in Minnesota er im Jahr 1908 als Delegierter besuchte. Bei den Kongresswahlen des Jahres 1926 wurde er im neunten Wahlbezirk von Minnesota in das US-Repräsentantenhaus in Washington, D.C. gewählt, wo er am 4. März 1927 die Nachfolge von Knud Wefald antrat. Nach einer Wiederwahl im Jahr 1928 konnte er bis zum 3. März 1933 zwei Legislaturperioden im Kongress absolvieren. Kurz vor Ende seiner letzten Amtszeit wurde dort der 20. Verfassungszusatz verabschiedet, durch den die Zeitspanne zwischen den Kongress- bzw. Präsidentschaftswahlen und dem jeweiligen Amtsantritt verkürzt wurde.
Bei den Wahlen des Jahres 1932 verlor Selvig gegen Francis Shoemaker von der Farmer-Labor Party. Nach seinem Ausscheiden aus dem Repräsentantenhaus zog er im Jahr 1935 nach Santa Monica in Kalifornien. Er wurde Vizepräsident der National Hearing Society. Conrad Selvig starb am 2. August 1953 in seiner neuen kalifornischen Heimatstadt. Er wurde in Crookston beigesetzt.